# Васильєв Володимир Миколайович
Володи́мир Микола́йович Васи́льєв іноді використовує псевдо «Воха» (рос. Влади́мир Никола́евич Васи́льев, 8 серпня 1967, Миколаїв, УРСР) — російський письменник-фантаст українського походження. Найвідоміший твір автора: цикл під назвою «Відьмак Великого Києва».

## Біографія
Володимор Васильєв народився 8 серпня 1967 року в місті Миколаєві. Батько — росіянин, мати — українка. Спроба вступу в Київський інститут інженерів цивільної авіації закінчилась невдало, тому поступив на навчання у Миколаївський СПТУ 21 за спеціальністю «регулювальник радіоапаратури і приладів». Два роки проходив строкову службу прикордонником на південному кордоні в Туркменії, поки у 1988 не був демобілізований. Деякий час працював на залізничній АТС. З літа 1990 по осінь 1997 року жив у різних містах, як Миколаїв, Київ, Москва, Санкт-Петербург, Рига, Євпаторія, Ялта, Вінниця, Харків, Магнітогорськ, Волгоград, Свердловськ, Южно-Сахалінськ, Новосибірськ, Іваново, Тирасполь, Одеса, Керч, Мінськ та інші.
Першу його книгу в 1991 році видав Борис Завгородній. Перша закордонна публікація відбулася 1992 року в Болгарії за сприяння Івайла Рунева. З 1996 року є професійним письменником. Вже довгий час співпрацює з московським видавництвом АСТ.
У 2001 році перебирається з Миколаєва у Москву.
У липні 2002 року вийшла ювілейна, двадцять п'ята книга і кілька публікацій у колективних збірниках. Станом на сьогодні вийшло понад сто книг (у тому числі за кордоном) і ряд публікацій в колективних збірниках. Крім того випущені мультимедійні компакт-диски з текстами, фотографіями та аудіотреки непрофесійно записаних пісень, диски з аудіокнигами.
На 2014 рік вийшло понад сто п'ятдесят книжок (зокрема й за кордоном) і низка публікацій у колективних збірках; крім того, випущено мультимедійні компакт-диски з текстами, фотографіями та аудіотреками аматорськи записаних пісень, диски з аудіокнигами.
У другій половині 2014 року спільно з миколаївською рок-групою "Проспект Миру", учасником якої Володимир був ще наприкінці 1980-х років, записано напівпрофесійний альбом "Запізніла сповідь", що містить 14 оригінальних треків.

## Сім'я
Одружений та має двох дітей.

## Захоплення
У письменника такі захоплення, як музика, футбол, собаки, яхта, гітара. Вболіває за київське «Динамо» та «Манчестер Юнайтед». Улюблені фантасти — Сергій Лук'яненко та Олександр Громов, із західних — Тім Пауерс і Анджей Сапковський. Улюблені нефантасти — Себастьян Жапрізо, Дональд Вестлейк, Єне Рейте і Фарлі Моует.

## Політичні погляди
У 2007 Васильєв заявляв, що «ніякої України немає» та зазначив, що Донецьку і Львову не жити разом далі; Васильєв підкреслив, що сходу та півдню України слід приєднатися до Росії або, у разі відмови від приєднання до Росії, стати Малоросією.
Після Євромайдану у 2014 році, Васильєв заявив, що не бачить іншого виходу для себе, окрім як покинути Україну.
Внесений у базу даних «Миротворця» за антиукраїнську пропаганду, участь у пропагандистських заходах країни-агресора (Росії) і участь у спробах легалізації анексії АР Крим. Згідно сайту «Миротворець» (сам письменник це заперечує, наголошуючи, що на жодній фотографії з фестивалів 2015—2017 років його немає), письменник-фантаст брав участь у фестивалі «Летючий фрегат» в окупованому Криму в 2015—2017 рр.

### Романи
| Назва (мовою оригіналу)           | Рік  | Примітки |
| --------------------------------- | ---- | --- |
| «Клинки»                          | 1996 | |
| «Враг неизвестен»                 | 1997 | новелізація комп'ютерної гри X-Com: UFO Defense |
| «Охота на дикие грузовики»        | 1998 | «Техник Большого Киева» |
| «Смерть или слава»                | 1998 | |
| «Идущие в Ночь»                   | 1999 | в співавторстві з Анною Китаєвою III місце на фестивалі «Зоряний міст» (1999) в номінації «За найкращий роман» |
| «Волчья натура»                   | 1999 | |
| «Чёрная эстафета»                 | 1999 | |
| «Зверь в каждом из нас»           | 2000 | дилогія до книги «Волчья натура» |
| «Дневной дозор»                   | 2000 | в співавторстві з Сергієм Лук'яненко I місце на фестивалі «Зоряний міст» (2000) в номінації «Цикли, серіали і романи з продовженням». I місце («Золотий РосКон») на російській конференції фантастики «РосКон» (2001)                                          |
| «Три шага на Данкартен»           | 2001 | |
| «Сердца и Моторы» «Горячий старт» | 2002 | дилогія, натяками пов'язана з «Лабиринтом Отражений» Лук'яненко |
| «Наследие исполинов»              | 2002 | I місце на фестивалі «Зоряний міст» (2002) в номінації «Цикли, серіали і романи з продовженням» + «Никто, кроме нас» (2005) — дилогія |
| «Лик Чёрной Пальмиры»             | 2003 | III місце на фестивалі «Зоряний міст» (2004) в номінації «Цикли, серіали і романи з продовженням» |
| «Антарктида online»               | 2004 | II місце на фестивалі «Зоряний міст» (2004) в номінації «За найкращий роман» |
| «Никто, кроме нас»                | 2005 | продовження «Наследие исполинов» |
| «Бронзовая улитка»                | 2005 | |
| «Сокровище „Капудании“»           | 2007 | III місце на фестивалі «Зоряний міст» (2007) в номінації «За найкращий роман»; «Фіолетовий Кристал» ім. Л. П. Козинець на фестивалі «Сузір'я Аю-Даг» (2008) за найкращий твір, який стосується історії, культури, сучасного становища і майбутньої долі Криму. |
| «Прятки на осевой»                | 2010 | в рамках проекту S.T.A.L.K.E.R. |
| «Дети дупликатора»                | 2011 | в рамках проекту S.T.A.L.K.E.R. |
| «Два заповедника»                 | 2012 | + "Phasis imago" (2017) - II місце ("Срібний РосКон") на російській конференції фантастики "РосКон" (2020). |
| «Рекрут»                          | 2013 | |
| «Время инверсий»                  | 2014 | |
| «Шуруп»                           | 2014 | I місце («Золотой РосКон») на російській конференції фантастики «РосКон» (2018). |
| «Шурупы»                          | 2023 | |

### Збірки
| Назва (мовою оригіналу)               | Рік  |
| ------------------------------------- | ---- |
| «Знак воина»                          | 1996 |
| «Абордаж в киберспейсе»               | 1997 |
| «Звезды над Шандаларом»               | 1999 |
| «Веселый Роджер на подводных крыльях» | 2002 |
| «Забытая дорога»                      | 2003 |
| «Джентльмены непрухи»                 | 2006 |
| «Чужие миры»                          | 2006 |
| «Гений подземки»                      | 2007 |
| «Незнакомка Земля»                    | 2008 |

#### «Ведьмак из Большого Киева»
Цикл «Ведьмак из Большого Киева» (1999 — …) — I місце на фестивалі «Зоряний міст» (2003) в номінації «Цикли, серіали і романи з продовженням».
- «Ведьмак из Большого Киева» («Грем из Большого Киева») (1999)
- «Долг, честь и taimas» (2000)
- «Вопрос цены» (2001)
- «Родина безразличия» (2002)
- «Нянька» (2004)
- «Искусственный отбор» (2004)
- «No past» (2006)
- «Матадор» (2007)
- «Ведьмачье слово» (2008)
- «Поезд вне расписания» (2009)
- «Цвета перемирия» (2012)

### Аудіокниги
| Назва (мовою оригіналу)      | Рік        | Формат    |
| ---------------------------- | ---------- | --------- |
| «Наследие исполинов»         | 2003, 2005 | CD, mp3   |
| «Ведьмак из Большого Киева»  | 2003       | CD, mp3   |
| «Дневной Дозор»              | 2004       | 2 CD, mp3 |
| «Лик Чёрной Пальмиры»        | 2005       | CD, mp3   |
| «Дневной Дозор» (перевидано) | 2006       | 2 CD, mp3 |
| «Волчья натура»              | 2006       | CD, mp3   |
| «Зверь в каждом из нас»      | 2006       | 2 CD, mp3 |
| «Горячий старт»              | 2006       | CD, mp3   |
| «Никто, кроме нас»           | 2007       | mp3       |
| «Смерть или слава»           | 2007       | CD, mp3   |
| «Чёрная эстафета»            | 2007       | CD, mp3   |
| «Ведьмак из Большого Киева»  | 2007       | CD, mp3   |
| «Сокровище Капудании»        | 2009       | CD, mp3   |
| «Ведьмачье слово»            | 2009       | CD, mp3   |
| «Время инверсий»             | 2014       | CD, mp3   |
| «Рекрут»                     | 2015       | CD, mp3   |

## Переклади українською
- Володимир Васильєв та інші. «Право на пиво» (антологія). Переклад з російської: не вказано. Київ: Зелений Пес. 2004. 288 стор. ISBN 966-7831-90-6 (Алфізика)
- Володимир Васильєв. «Технік Великого Києва»: роман у новелах. Перекладач з російської: не вказано. Київ: Зелений пес. 2005. 512 стор. ISBN 966-365-004-4 (Алфізика)
- Володимир Васильєв. «Відьмак Великого Києва»: роман у новелах. Перекладач з російської: не вказано. Київ: Зелений пес. 2006. 480 стор. ISBN 966-365-102-4 (Алфізика)
- Володимир Васильєв та інші. «Миколаївське небо» (антологія). Перекладач з російської: не вказано. Київ: Зелений пес / Гамазин. 2006. 228 стор. ISBN 966-2938-17-6 (Алфізика)

## Нагороди
| Рік  | Премія                      | Примітки                                           |
| ---- | --------------------------- | -------------------------------------------------- |
| 1999 | «Зоряний міст»              | «Бронзовий кадуцей» за Идущие в Ночь               |
| 2000 | «Зоряний міст»              | «Золотий кадуцей» за Дневной дозор                 |
| 2001 | «Роскон»                    | «Золотий Роскон» за Дневной дозор                  |
| 2002 | «Зоряний міст»              | «Золотий кадуцей» за Наследие исполинов            |
| 2003 | «Зоряний міст»              | «Золотий кадуцей» за Ведьмак из Большого Киева     |
| 2004 | «Зоряний міст»              | «Срібний кадуцей» за Антарктида-online             |
| 2004 | «Зоряний міст»              | «Бронзовий кадуцей» за Лик Черной Пальмиры         |
| 2005 | «Роскон»                    | «Бронзовий Роскон» за Антарктида-online            |
| 2005 | «Премія Бориса Стругацкого» | «Бронзовая улитка» за Антарктида-online            |
| 2007 | «Зоряний міст»              | «Бронзовий кадукей» за Сокровище «Капудании»       |
| 2007 | «Зоряний міст»              | «Харківський Дракон» — «Зоряний міст» Hall of Fame |
| 2008 | «Сузір'я Аю-Даг»            | «Фіолетовий кристал» за Сокровище «Капудании»      |
| 2009 | «Аеліта»                    | Нагороджений за внесок у фантастику                |
| 2010 | «Роскон»                    | «Бронзовий Роскон» за Ведьмачье слово              |
| 2018 | «Роскон»                    | «Золотой Роскон» за Шуруп                          |